# Улица Абовяна (Ереван)
Улица Абовяна (арм. Աբովյան փողոց) — улица в центральном районе Еревана, Кентрон. Проходит от Площади Республики до Проспекта Александра Мясникяна. Достопримечательность города. Одна из старейших улиц Еревана, расширенная и спрямлённая, сохранена при реконструкции города по генеральному плану Александра Таманяна (1924).

## История
Названа в 1920 году в честь выдающегося армянского поэта Хачатура Абовяна. Предшествующее название (1868—1920) — Астафьевская — было дано в честь эриванского губернатора (1860—1869) генерал-майора Михаила Астафьева.
До 1868 года называлась Крепостной. 
В 1904 году на улице Абовяна начали прокладывать конку, работы были завершены в 1906 году. Конка проработала всего 12 лет, до 1918 года.
В доме Г.Амиряна (№ 10) ночь на 26 июля 1928 года провёл Максим Горький (мемориальная доска).
В 1933 году по улице прошла линия первого ереванского трамвая.
В реконструкции зданий на улице принимал участие известный армянский предприниматель и общественный деятель Хачатур Сукиасян.
В 2000-х годах часть старой застройки улицы была снесена при строительстве Северного проспекта.

## Застройка
д. 2 — Концертный зал имени Арно Бабаджаняна (1916, архитектор В. Симонсон), бывшая гимназия

д. 3 — бывший дом Оганеса Оганесяна (1915, архитектор Борис Меграбян)

д. 7 — Русский драматический театр имени К. С. Станиславского

д. 8 — бывший дом Григора Егиазаряна

д. 14 — Отель Голден Тюлип Ереван (1926, архитектор Н. Буниатян)

д. 18 — Кинотеатр «Москва» (1936, архитекторы Т. Ерканян и Г. Кочар)

д. 27 — Оператор электроэнергетической системы «Армэнерго»

д. 52 — Старый учебный корпус ЕрГУ

д. 64 — Музей народного искусства имени Ованнеса Шарамбеяна
Церковь Святой Анны (проспект Саят-Новы, 15)
Ереванский медицинский университет (ул. Корюна д.2)
Определённый колорит улице придают «чёрные дома» из местного тёмного туфа.

## Достопримечательности
Памятник Хачатуру Абовяну (1950, скульптор Сурен Степанян)

Памятник Аветику Исаакяну

Памятник Карабале (1991, скульптор Левон Токмаджян)

Скульптурная группа «Запоздавшая фотография» (2015, скульптор Давид Минасян).

Памятник Шарлю Азнавуру (2025, скульптор Давид Минасян)

Двери в здании XIX века

д. 14 — мемориальная доска Николаю Буниатяну

## Легенда о Карабале
В 1930-х годах на улице проводил время известный эксцентрик Карабала, даривший живые цветы проходящим мимо девушкам.

## Известные жители
д. 1 — Ованес Туманян (мемориальная доска)

д. 3/1 — Каро Алабян

д. 8 — первый секретарь ЦК КП(б) Армении А. Ханджян (мемориальная доска)

д. 13 — заслуженный тренер СССР и Арм. ССР А. Мнацаканян (мемориальная доска)

д. 20 — народная артистка СССР М. Симонян (мемориальная доска)

д. 21 — народная артистка Армянской ССР А. Багдасарян (мемориальная доска)

д. 22 — А. Мартиросов (мемориальная доска)

д. 31 — кинорежиссёр и актёр А. Мартиросян (мемориальная доска)

д. 32 — историк и лингвист Г. Капанцян (мемориальная доска), биолог В. Казарян, российский врач-исследователь А. Кечек (мемориальная доска), художник Габриэль Гюрджян (мемориальная доска)

д. 39 — академик Мхитар Джрбашян, Эдуард Агаян,  Карлен Мирзаханян (мемориальная доска), Закаре Башинджагян (мемориальная доска)

д. 42 — художник С. Агаджанян (мемориальная доска)

д. 48 — заслуженный мастер спорта СССР Р. Манукян (мемориальная доска)

## Галерея

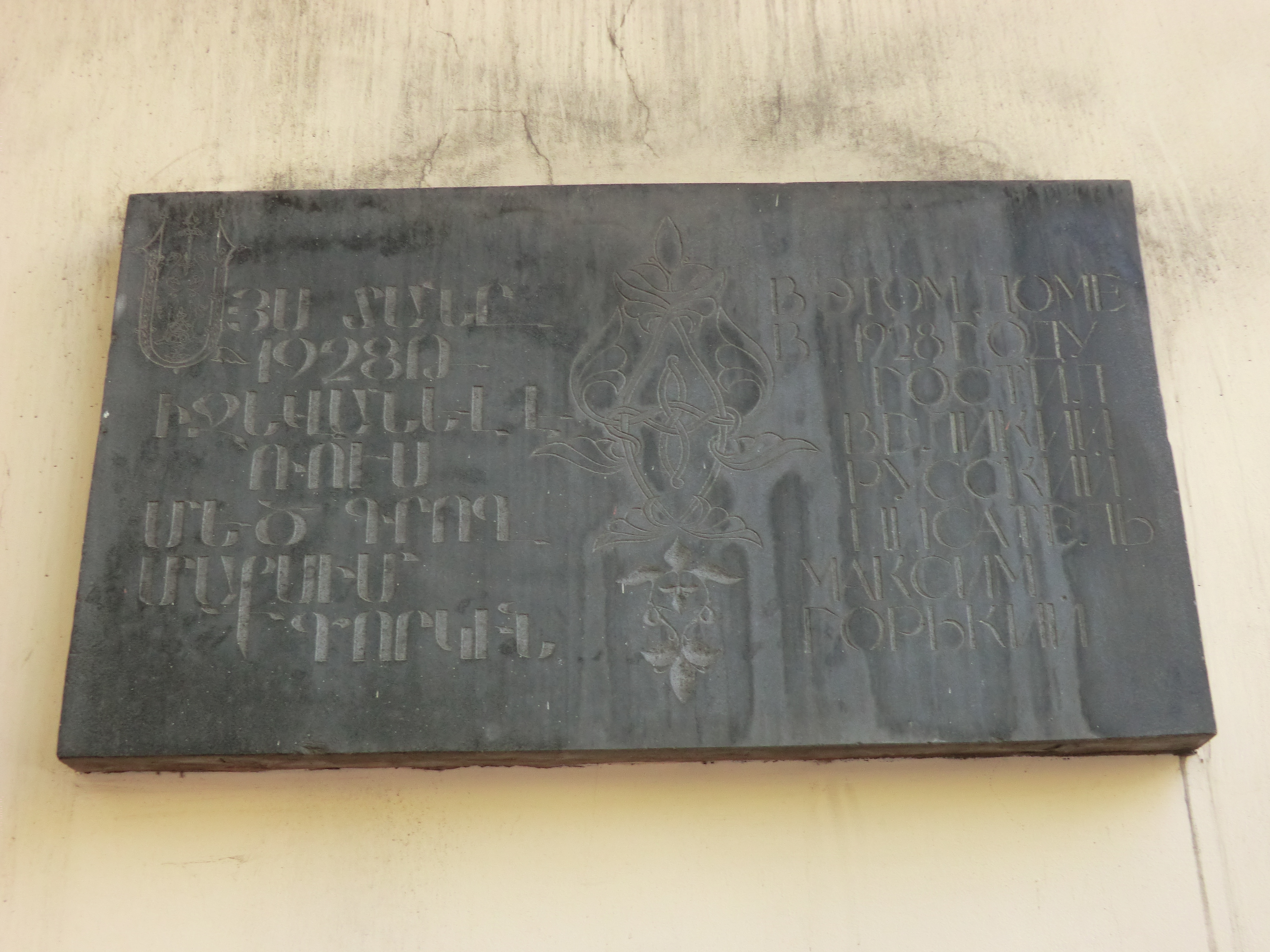
Мемориальная доска Горькому. д. 10
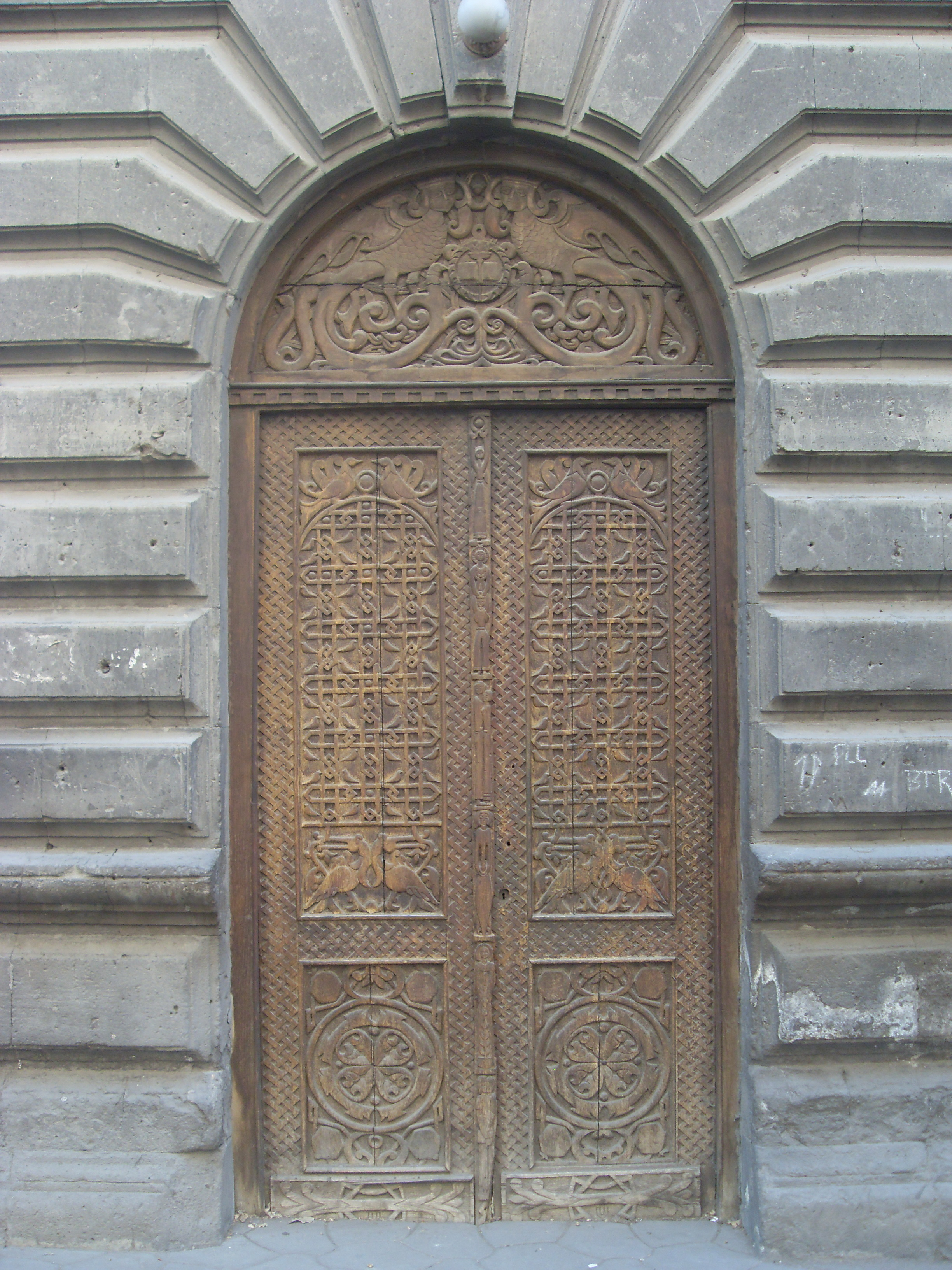
Двери д. 8
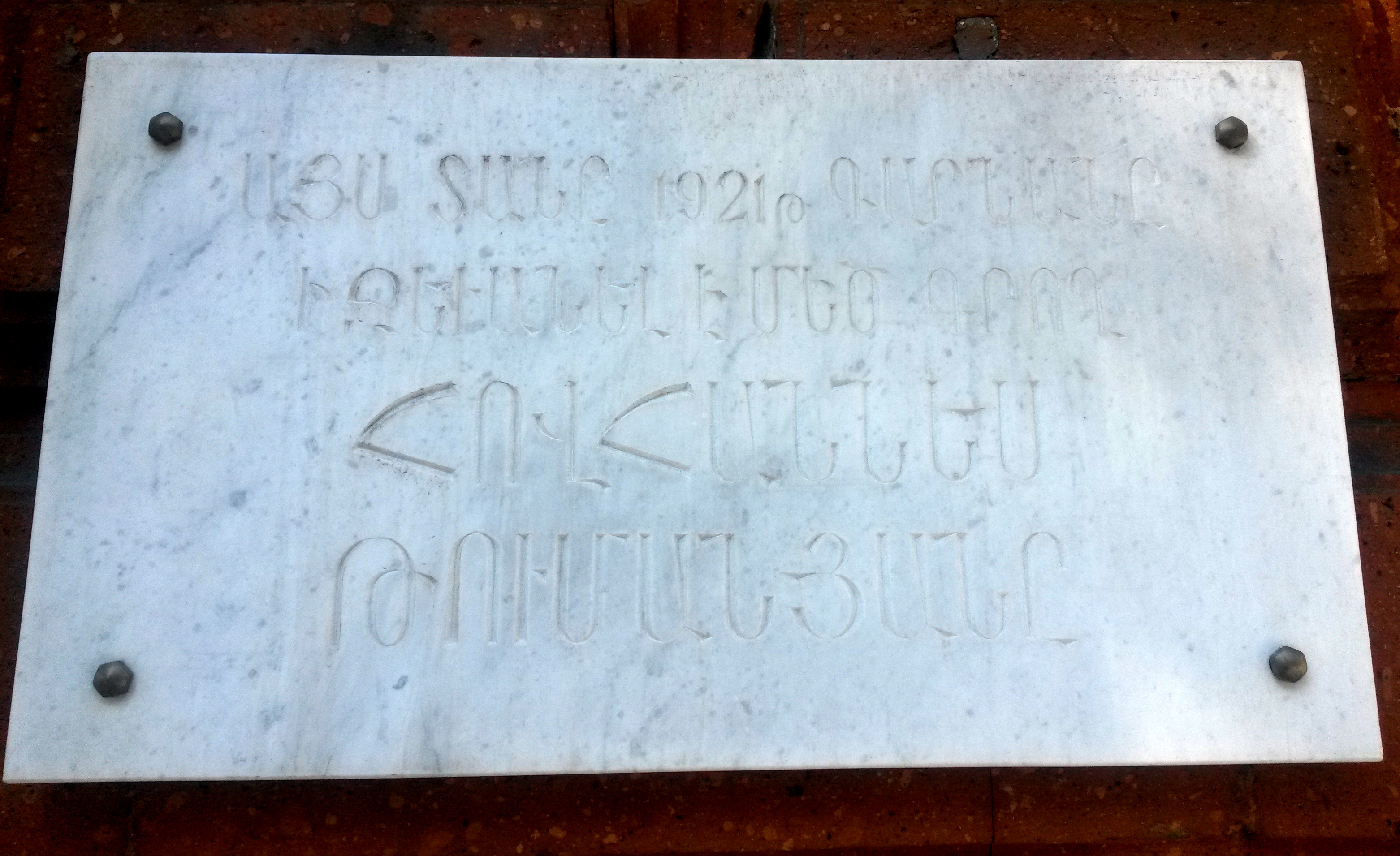
Мемориальная доска О. Туманяну
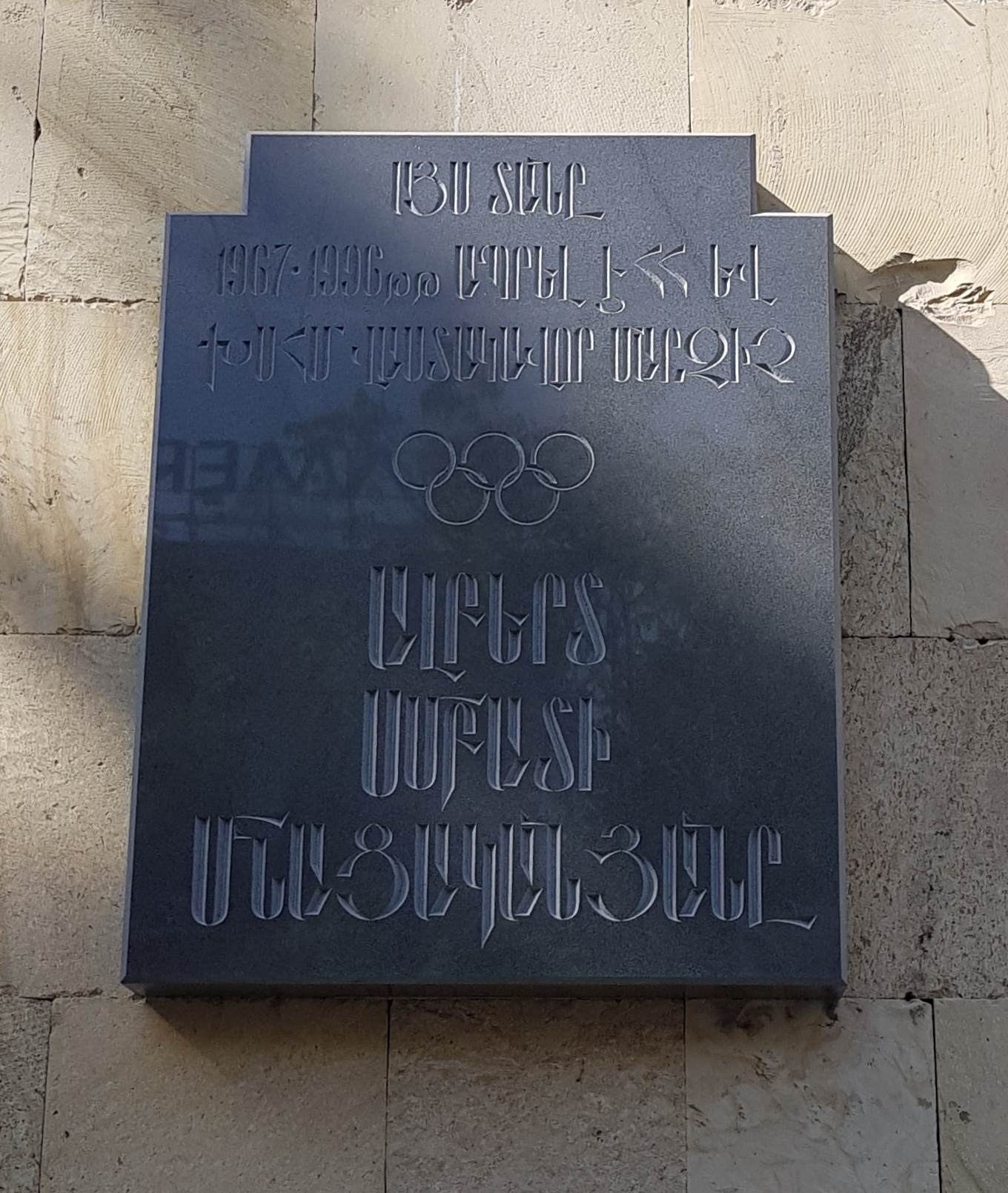
мемориальная доска А.С.Мнацаканяну
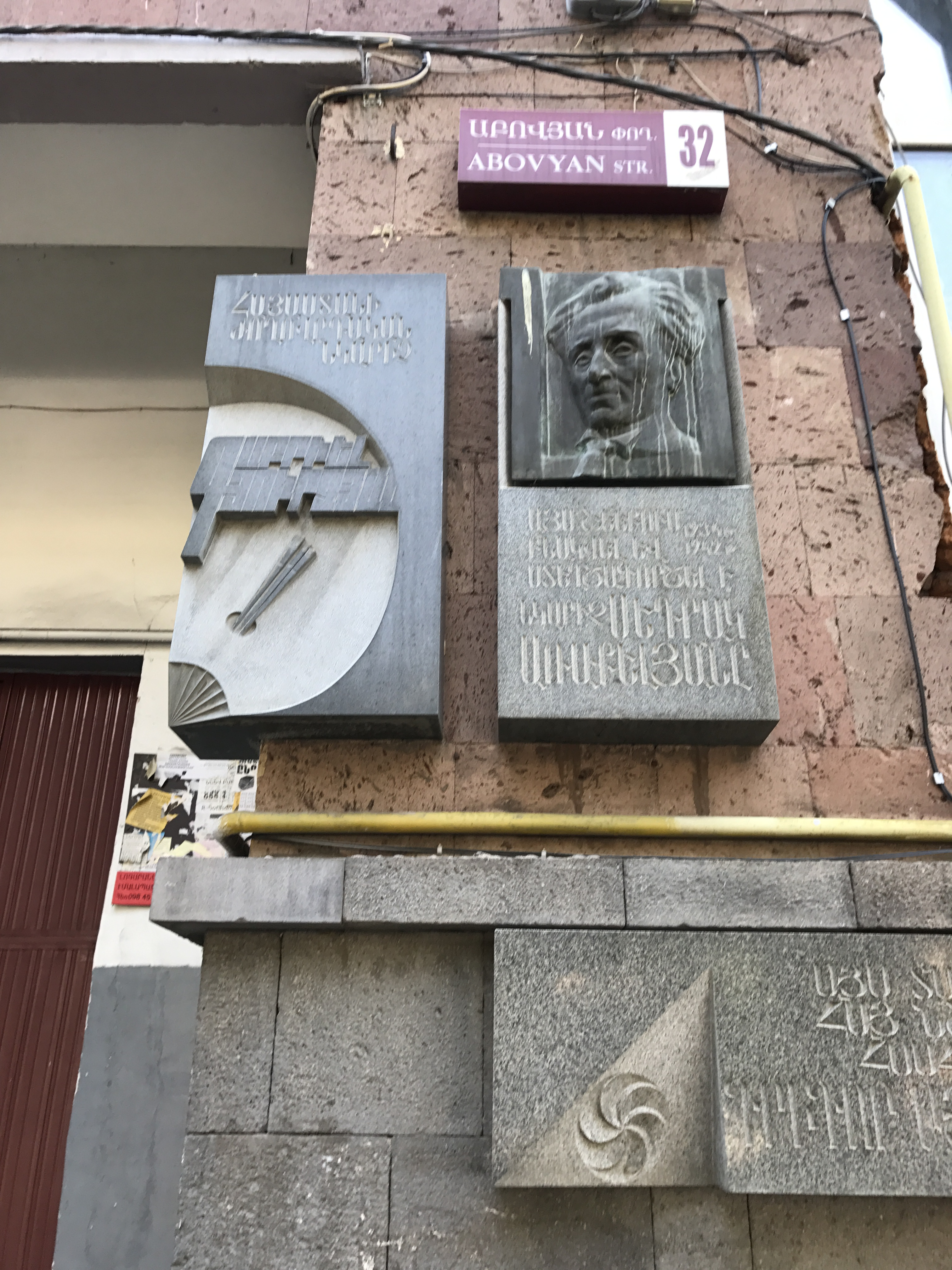
мемориальные доски Г. Гюрджяну, С. Аракеляну и Г. Капанцяну
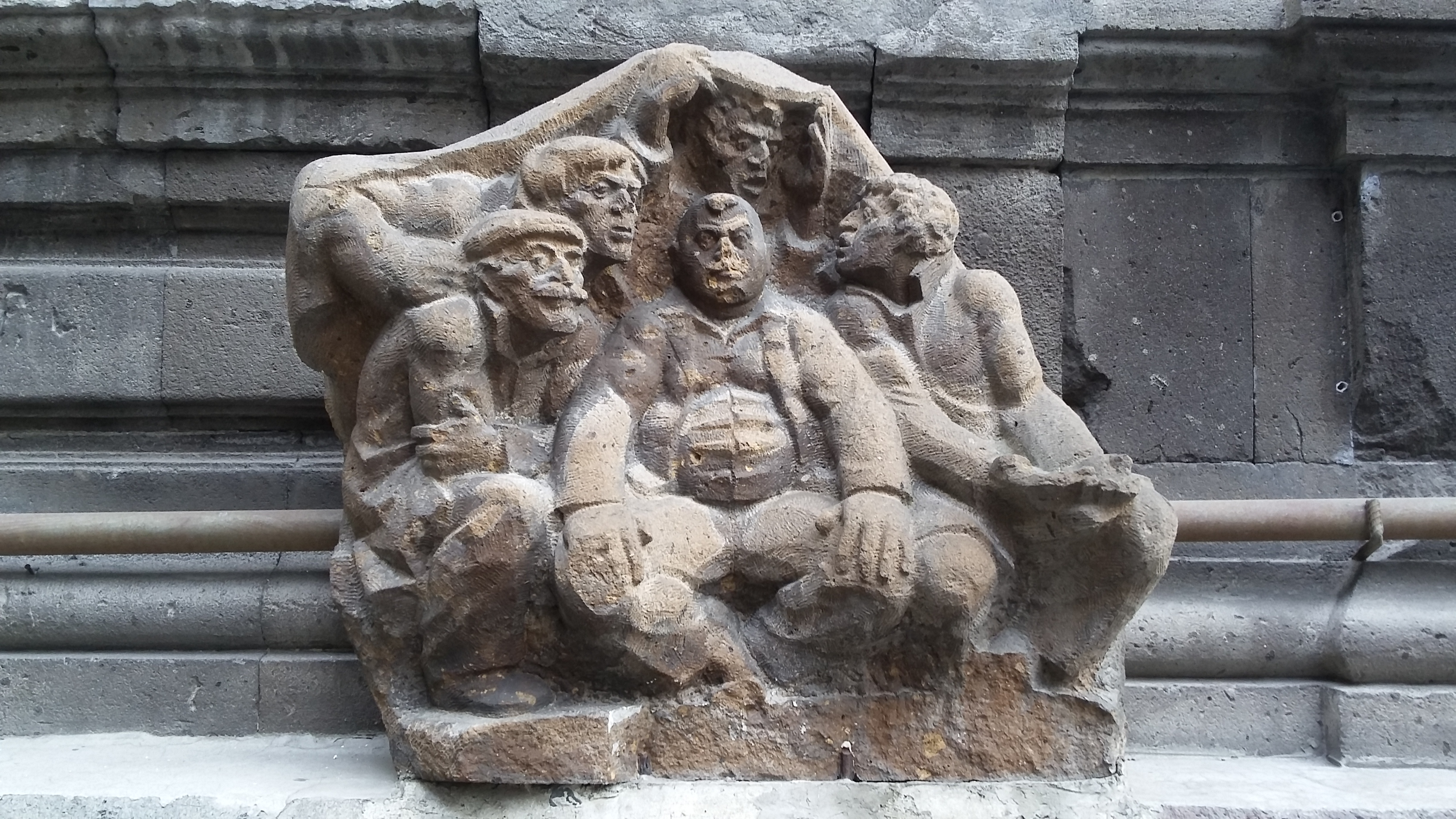
д. 3
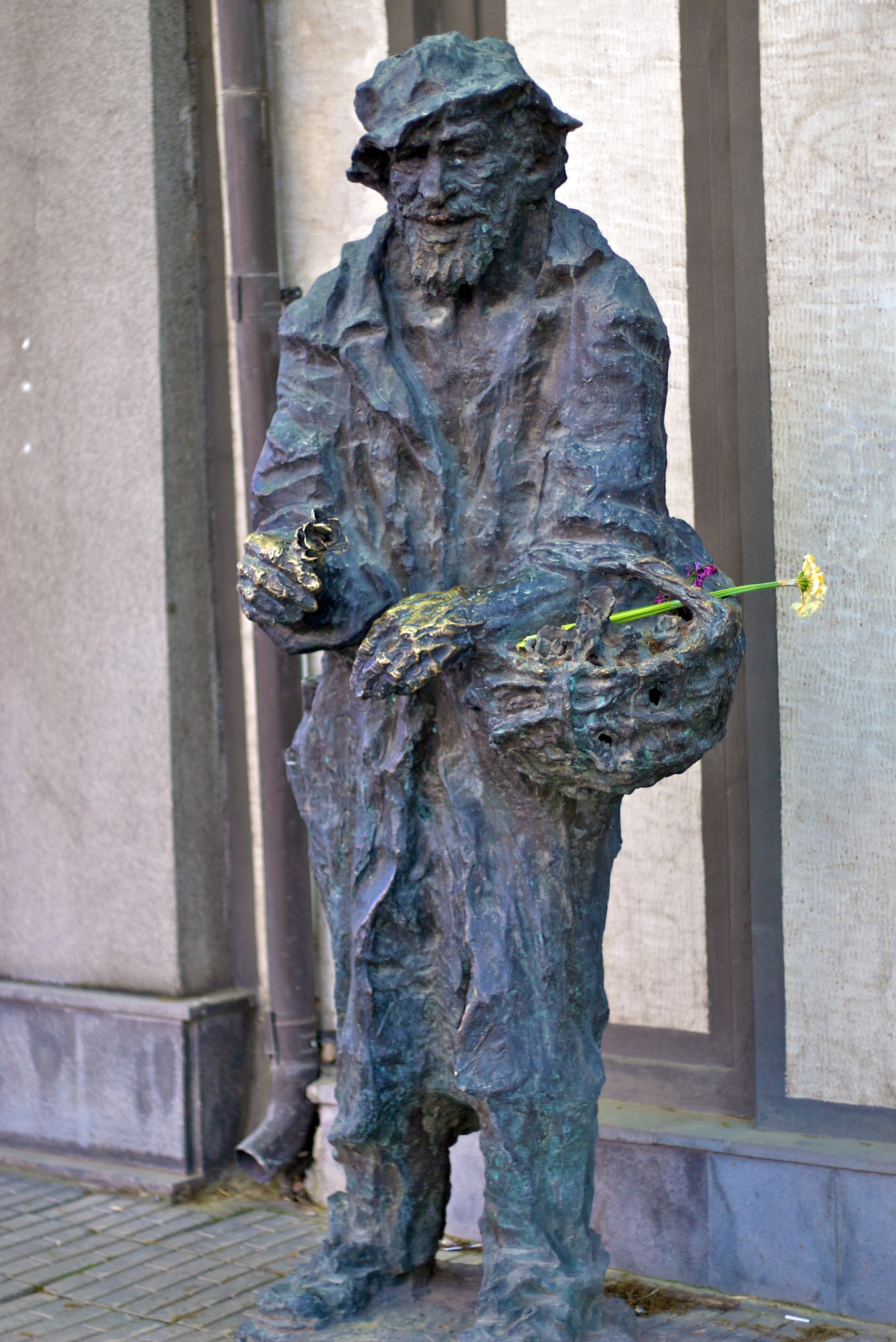
Памятник Карабале
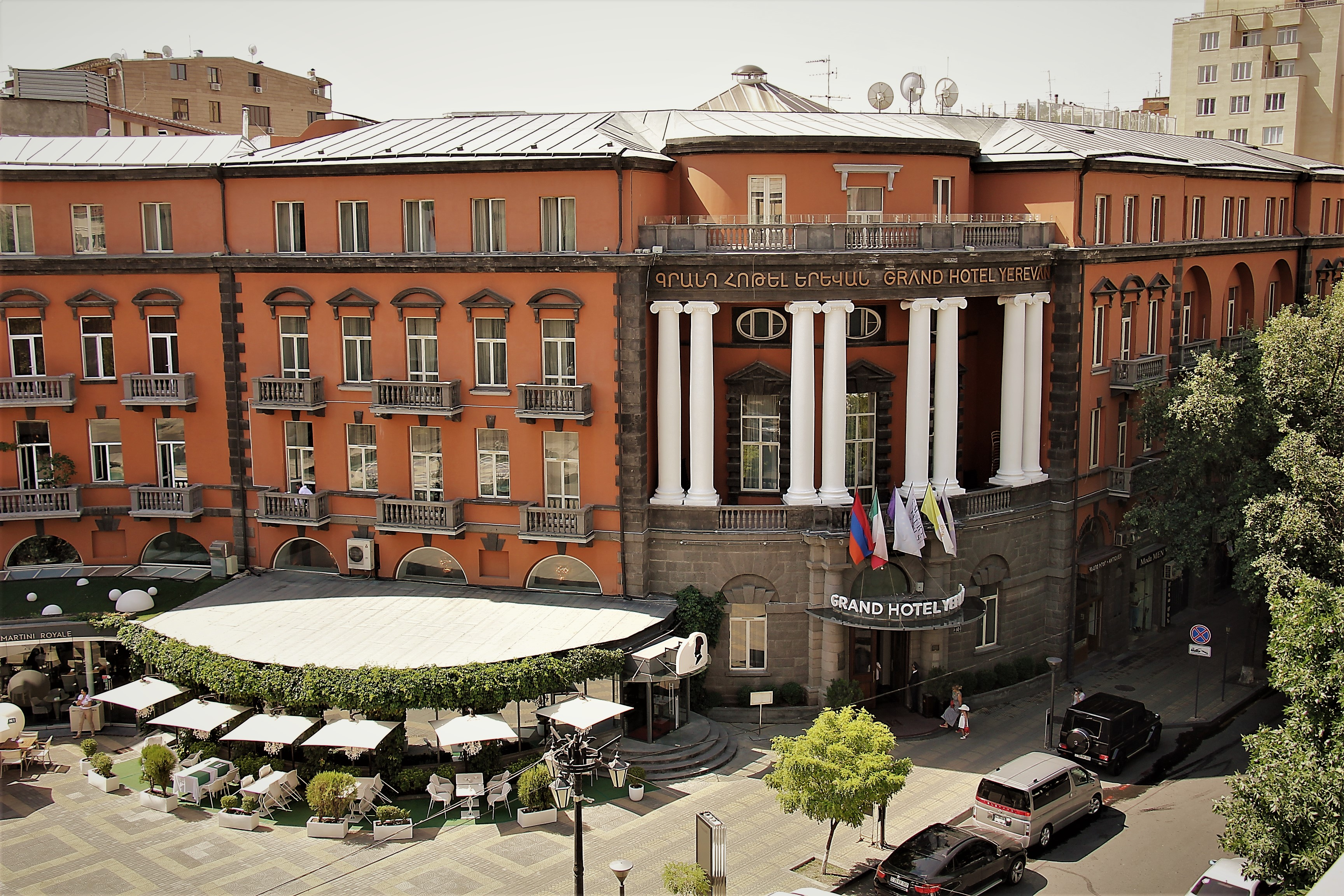
Отель Голден Тюлип Ереван
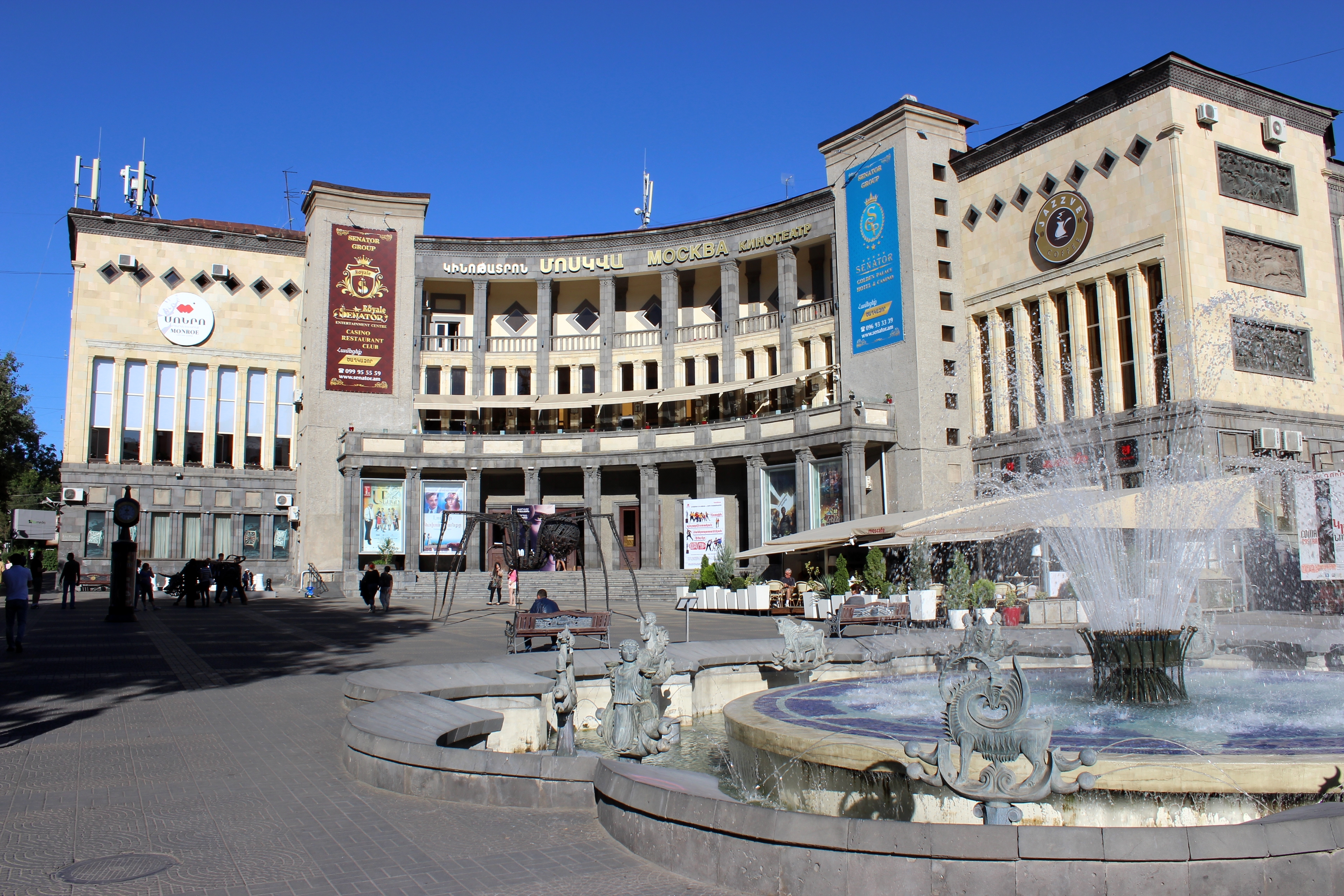
Кинотеатр «Москва»
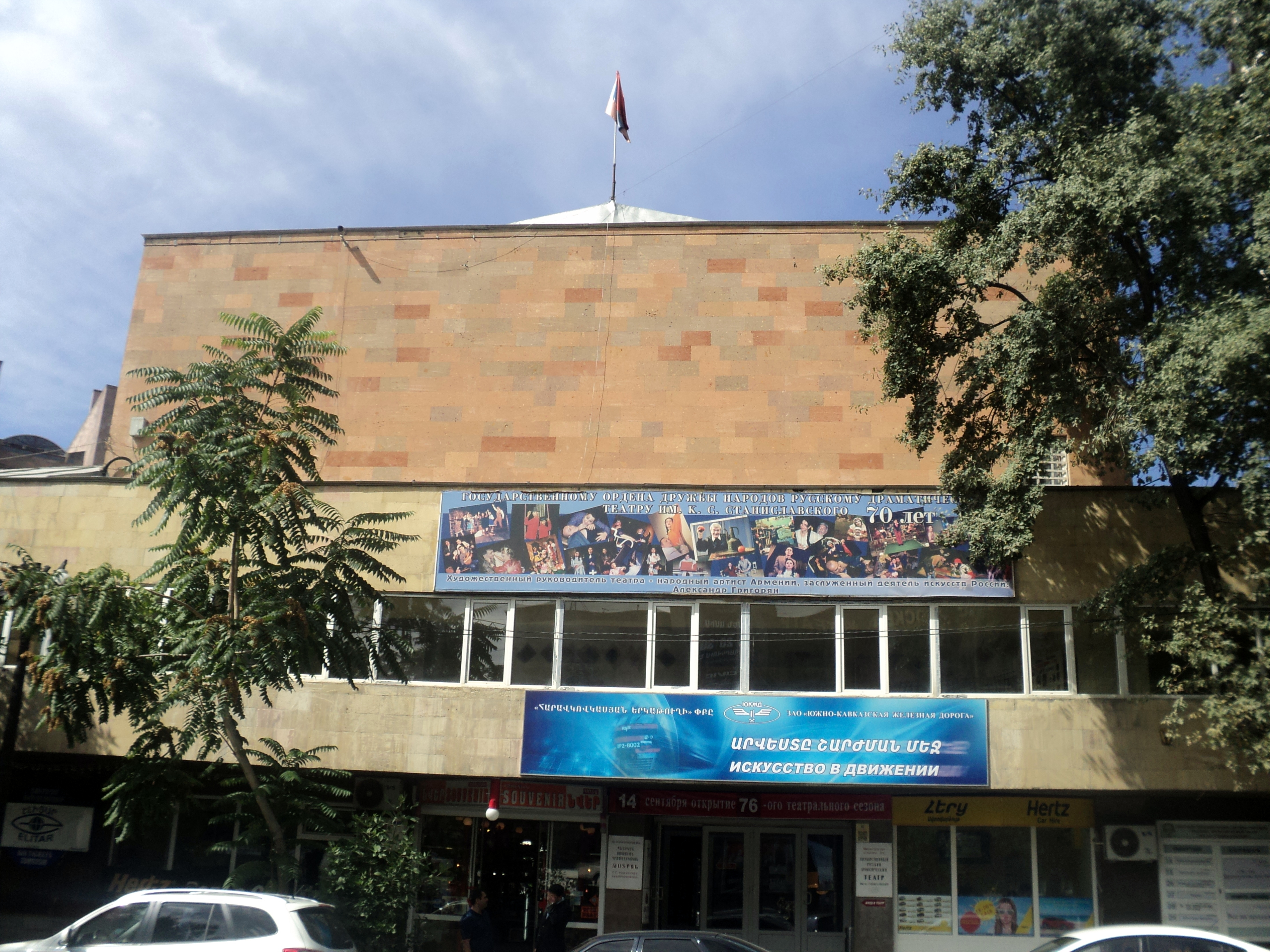
Русский драматический театр имени К. С. Станиславского
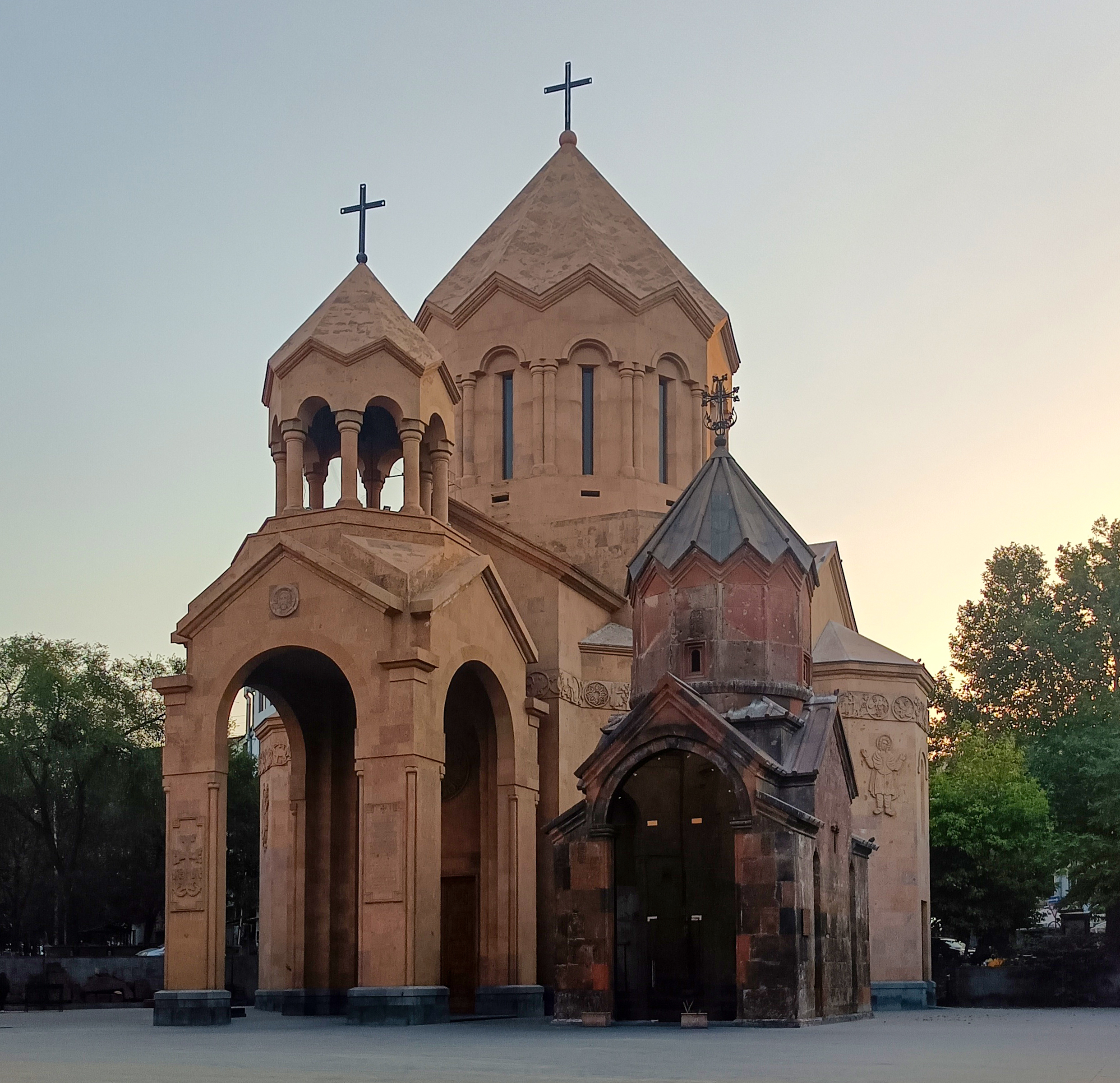
Церковь Святой Богородицы Катогике
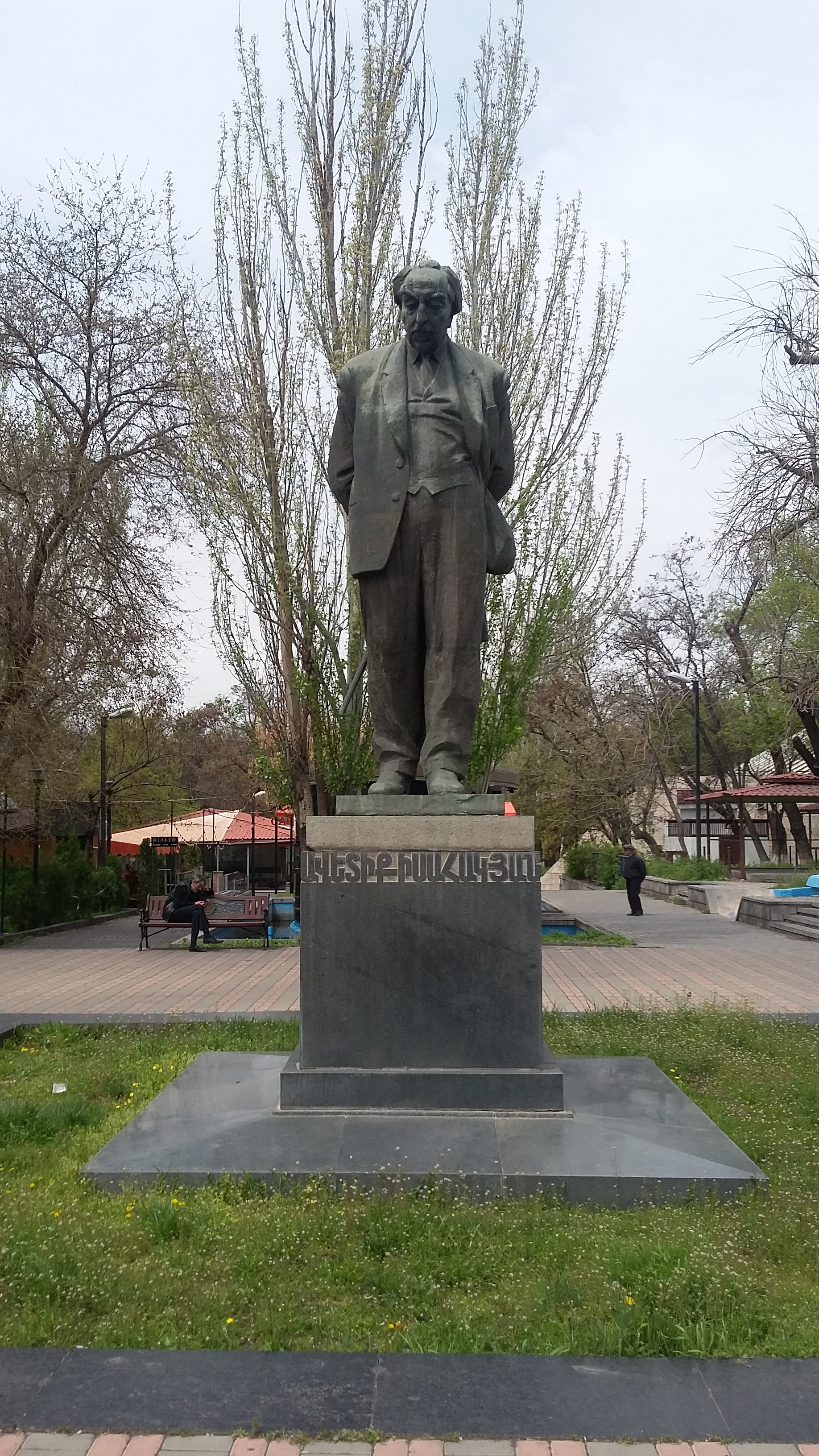
Памятник Аветику Исаакяну
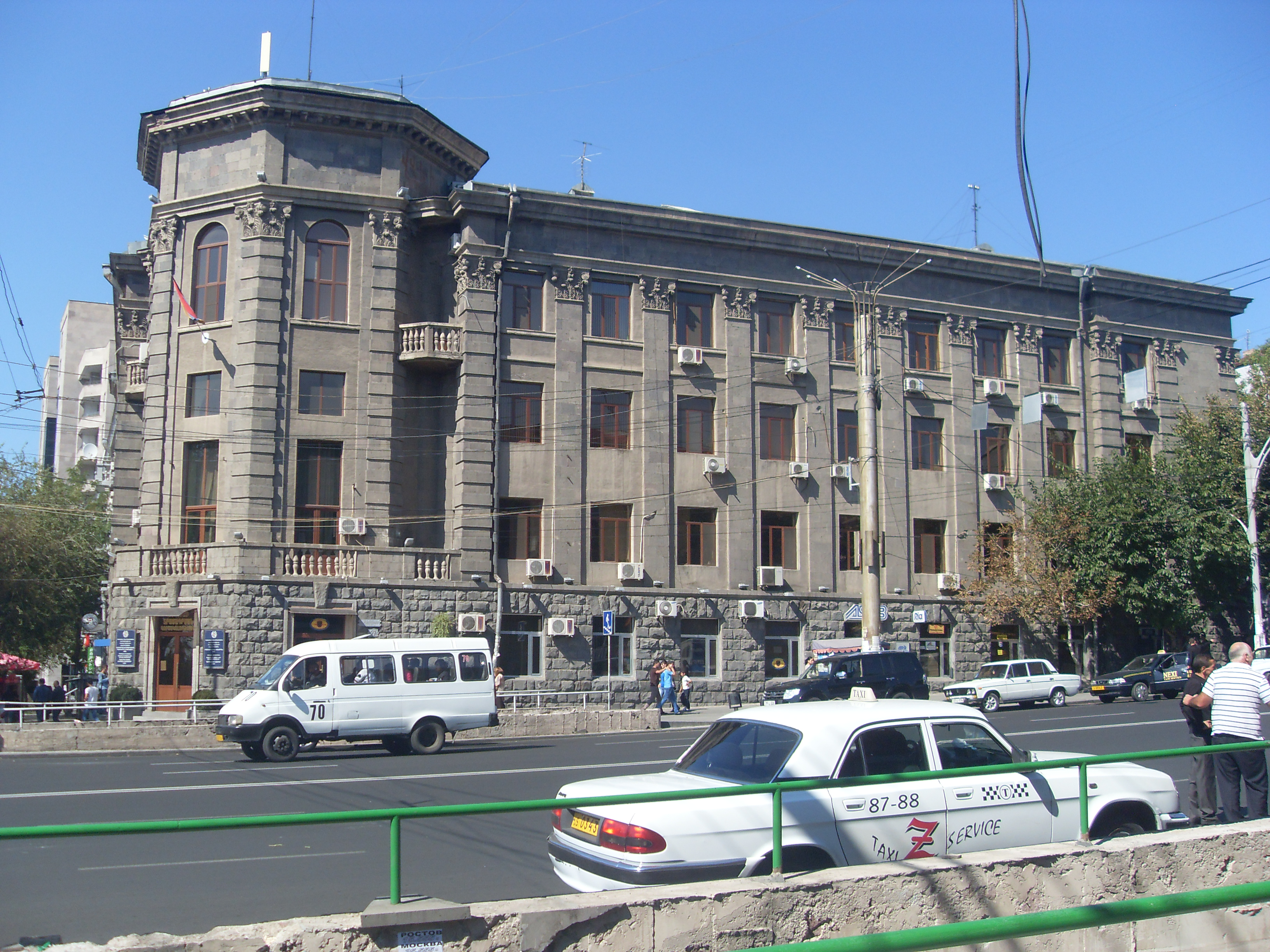
Административное здание главного управления «Армэнерго»
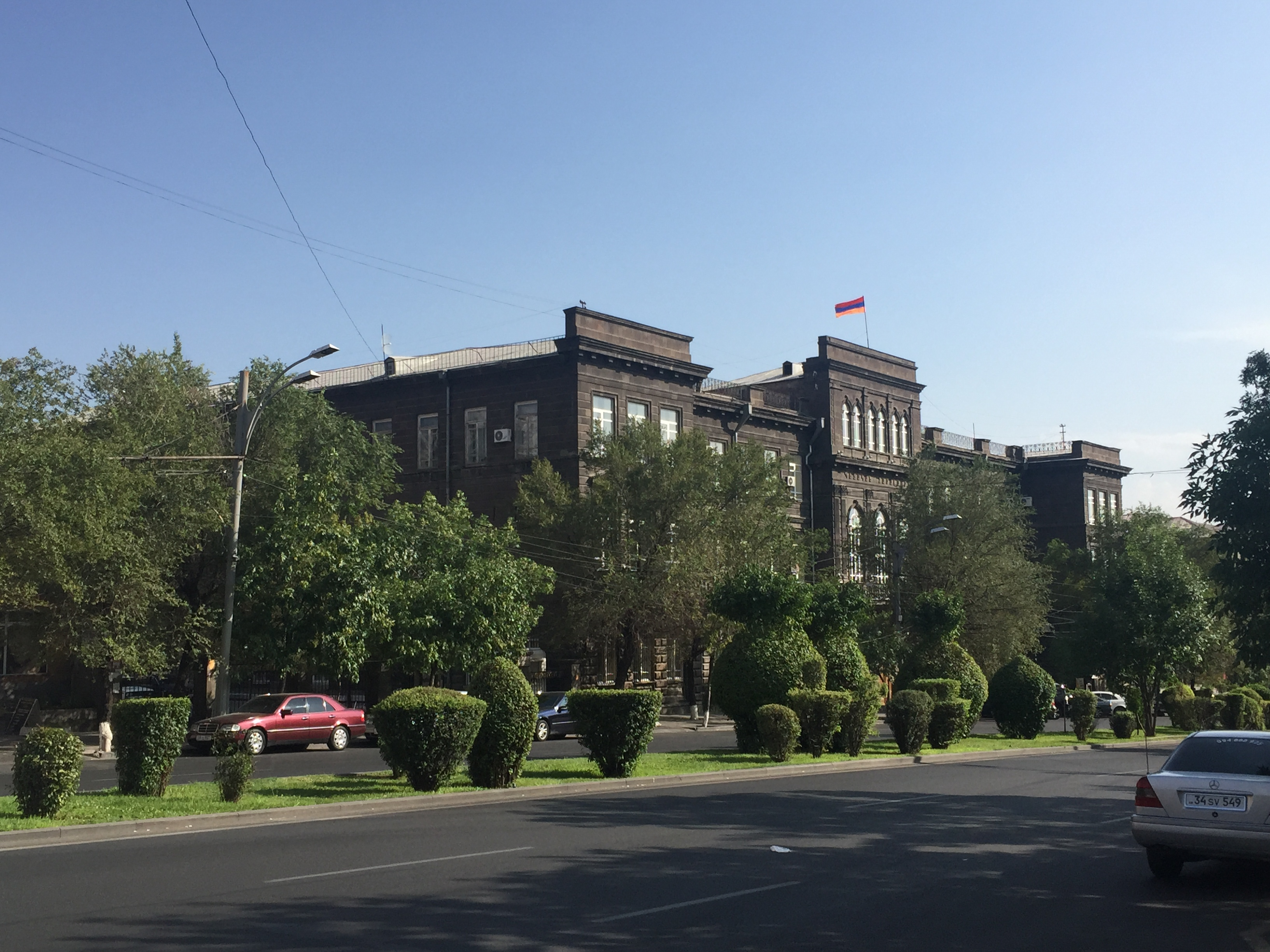
Старый учебный корпус ЕГУ
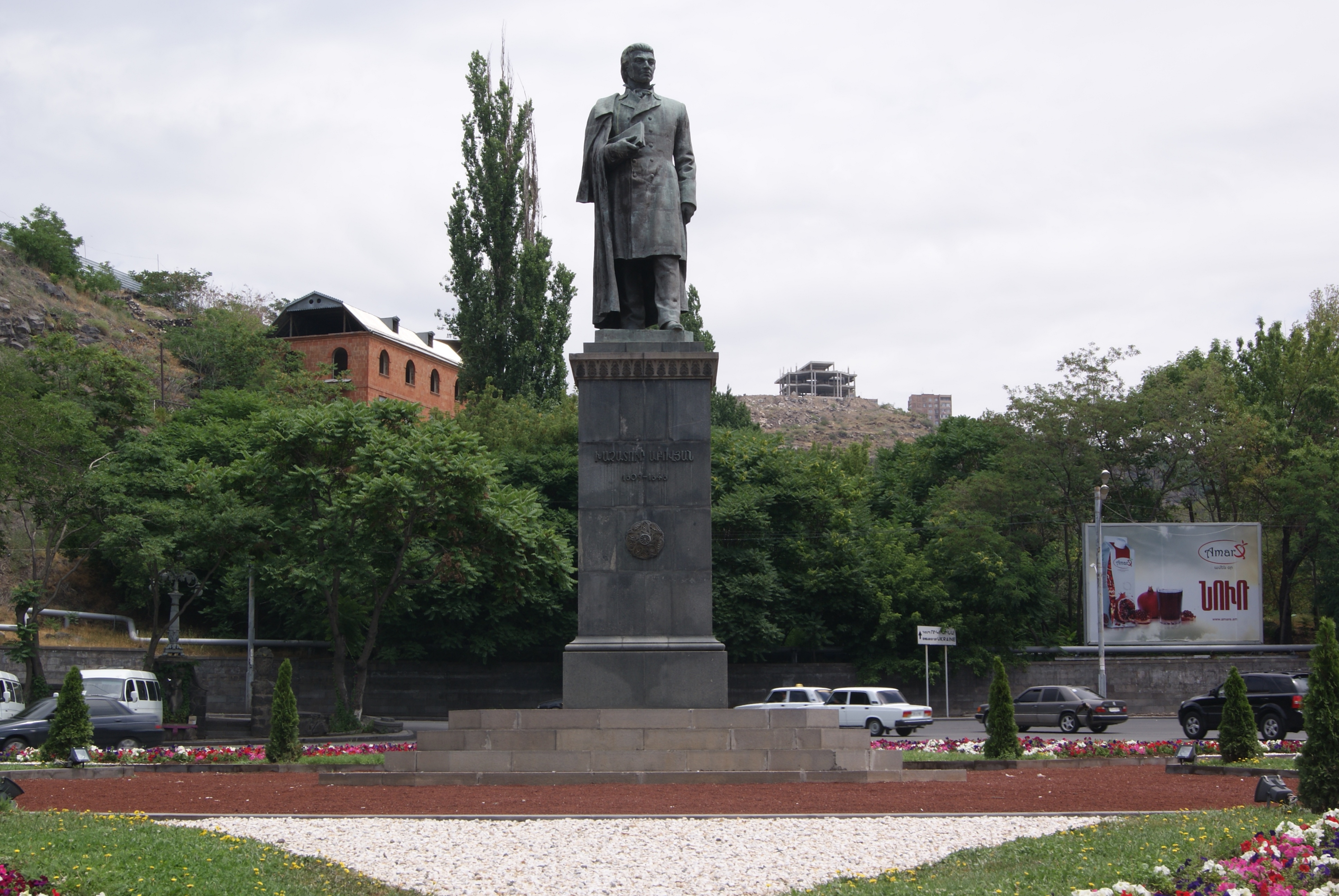
Памятник Хачатуру Абовяну
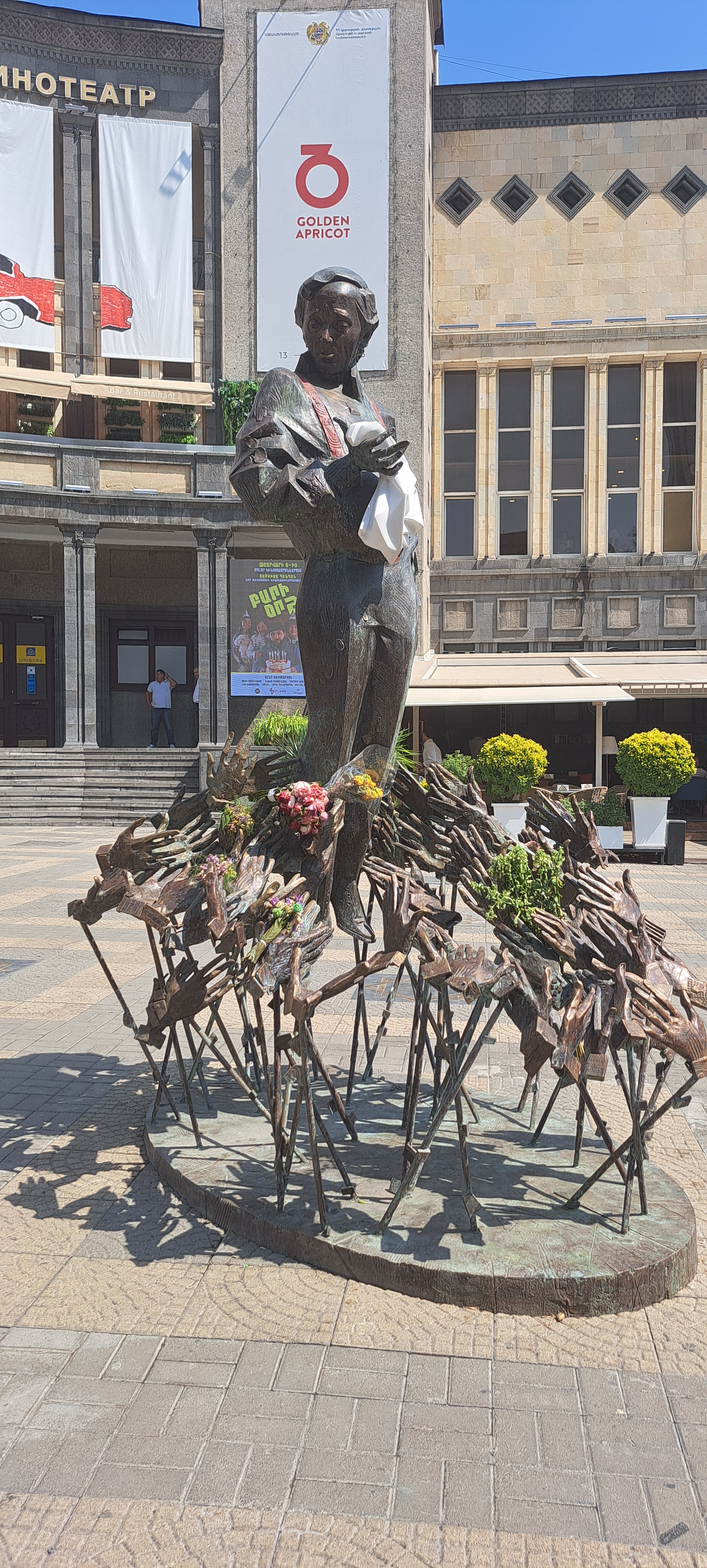
Памятник Шарлю Азнавуру